# Земляная (Абатский район)
Земляная — деревня в Абатском районе Тюменской области России. Входит в состав Тушнолобовского сельского поселения.

## История
В «Списке населенных мест Российской империи» 1871 года издания (по сведениям 1868—1869 годов) населённый пункт упомянут как казённая деревня Ишимского округа Тобольской губернии, при реке Убиенной, расположенная в 30 верстах от окружного центра города Ишим. В деревне насчитывалось 24 двора и проживало 129 человек (65 мужчин и 64 женщины).
В 1926 году в деревне имелось 48 хозяйств и проживало 219 человек (106 мужчин и 113 женщин). В административном отношении Земляная входила в состав Максимовского сельсовета Абатского района Ишимского округа Уральской области.

## География
Деревня находится в юго-восточной части Тюменской области, в лесостепной зоне, в пределах Ишимской равнины, на левом берегу реки Убъенная (приток Ишима), на расстоянии примерно 33 километров (по прямой) к юго-западу от села Абатское, административного центра района.

### Часовой пояс
Земляная, как и вся Тюменская область, находится в часовой зоне МСК+2. Смещение применяемого времени относительно UTC составляет +5:00.

## Население
| 1989 | 2002 | 2010 |
| ---- | ---- | ---- |
| 40   | ↘13  | ↘6   |

Гендерный состав
По данным Всероссийской переписи населения 2010 года в гендерной структуре населения мужчины составляли 33,3 %, женщины — соответственно 66,7 %.
Национальный состав
Согласно результатам переписи 2002 года, в национальной структуре населения русские составляли 100 % из 13 чел.

## Улицы
Уличная сеть деревни состоит из двух улиц.